# Numídico Bessone

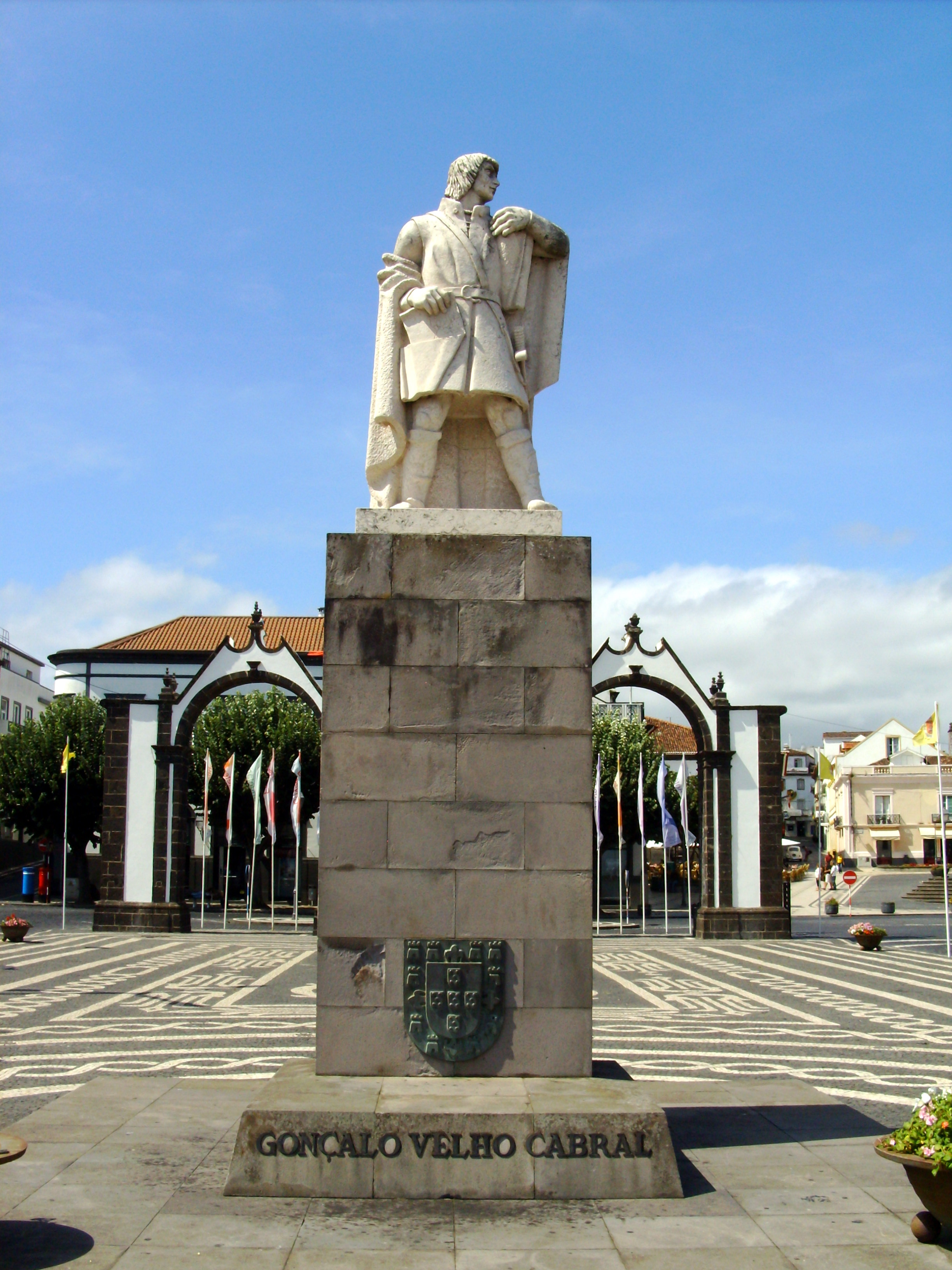
Monumento em homenagem a Gonçalo Velho Cabral, na praça de Gonçalo Velho. Ao fundo, as Portas da Cidade de Ponta Delgada.

Numídico Bessone Borges de Medeiros Amorim (Lagoa, Açores, 12 de Agosto de 1913 — Lisboa, 1 de janeiro de 1985), mais conhecido por Numídico Bessone, foi um escultor e medalhista, autor de uma vasta obra que inclui alguns dos mais notáveis exemplares de estatuária pública existentes nos Açores.

## Biografia
Estudou escultura na Escola Superior de Belas Artes de Lisboa e depois pintura na Escola Superior de Belas Artes do Porto. Aluno brilhante, foi distinguido com o Prémio Nacional de Belas Artes, sendo seleccionado como bolseiro do Instituto de Alta Cultura para estudar em Roma. Casou com Maria Giovanna Giuseppina Emília Brugnara, com quem teve uma filha. 
Em Roma, onde também foi bolseiro do governo italiano, cursou escultura na Academia de Belas Artes (1946 a 1949), frequentando depois um curso de especialização em medalhística na Escola de Arte de Medalha de Roma (1950 e 1951). 
A sua obra foi apresentada em várias exposições internacionais e está representada no Museu Nacional de Arte Contemporânea de Lisboa, no Museu Carlos Machado, no Museu de José Malhoa e em diversas galerias. 
Pertenceu ao Centro de Estudos de Arte e Museologia do Instituto de Alta Cultura, à Associazione Artística Internazionale de Roma e à Accademia Mondiale degli Artísti e Professionisti da Accademia Tiberiana di Roma. Foi ainda membro de honra da União Portuguesa do Estado da Califórnia.
Numídico Bessone é lembado na toponímia do concelho de Oeiras, que lhe dedica uma rua em Terrugem, na feguesia de Paço de Arcos.

## Principais obras
- Estatuária:
  - São Miguel Arcanjo, na Praça do Município, em Ponta Delgada;
  - D. João IV de Portugal;
  - Gaspar Frutuoso, na cidade da Ribeira Grande;
  - Monumento em homenagem a Gonçalo Velho Cabral, em Ponta Delgada;
  - Sousa Lobão (jurisconsulto);
  - Padre José Joaquim de Sena Freitas, em Ponta Delgada;
  - Manuel de Arriaga, na cidade da Horta;
  - Ramalho Ortigão, no Largo de Santos (Jardim Nuno Álvares), em Lisboa;
  - António José de Ávila, Duque de Ávila e Bolama, na cidade da Horta;
  - Bento de Góis, na praça homónima de Vila Franca do Campo;
  - D. Dinis e Santa Isabel.
  - Padrão Monumental ao Emigrante Português (Marina Park, San Leandro, Califórnia);
  - Baixo relevo no átrio da Faculdade de Letras da Universidade de Coimbra;
  - Túmulo do Patriarca das Índias D. Teodósio, em Roma;
  - Túmulo do pintor Domingos Sequeira, na Igreja de Santo António dos Portugueses, em Roma.
- Bustos:
  - Públia Hortênsia de Castro;
  - Guerra Junqueiro;
  - Aristides Moreira da Mota, hoje na Galeria dos Autonomistas do Palácio da Conceição de Ponta Delgada;
  - D. José da Costa Nunes, frente à Igreja da Candelária, ilha do Pico;
  - Júlio de Matos;
  - Francisco Afonso Chaves, em Ponta Delgada;
  - Infante D. Henrique, nos Paços do Concelho de Angra do Heroísmo;
  - Madre Teresa da Anunciada, na Ribeira Seca da Ribeira Grande;
  - António Borges, no Jardim António Borges, Ponta Delgada;
  - Dr. António Maria Barbosa.
- Medalhas:
  - Ministro Águedo de Oliveira;
  - Visita Presidencial a Moçambique;
  - Obra Social de São Martinho de Gândara;
  - Rainha D. Leonor de Portugal;
  - Visita Presidencial ao Brasil;
  - União Portuguesa do Estado da Califórnia;
  - Roberto Ivens;
  - Vitorino Nemésio.